# Цзя Сян
Цзя Сян (贾宪, 1010 — 1070) — китайський математик часів династії Сун.

## Життєпис
Народився у 1010 році. Про його батьків немає відомостей. Замолоду його зробили євнухом та влаштували до імператорського палацу. Він навчався у найбільшого астронома і математика Чу Яня. Займався як державними справами, так й розробкою математичних формул. Помер у 1070 році.

## Математика
Склав два трактати: «Суань фа сяо гу цзи» («Зібрання методів рахунки, переданих із старовини», 2 цзюаня) та «Хуан-ді цзючжан суань фасі цао» («Методи рахунку Хуан-ді у дев'яти розділах з детальними розв'язками»). Обидва втрачені, але якщо від першого залишилося тільки назва, то зміст другого приблизно на дві третини відображено Ян Хуеєм в «Сян цзецзю чжансуань фа» ("Докладне роз'яснення «Методів рахунку в дев'яти розділах») у 1261 році.
Цзя Сянь знав розклад {\displaystyle (a+b)^{n}} і склав трикутну таблицю біномінальних коефіцієнтів до n = 6 (кайфан цзофа беньюань ту — «зображення корінного витоку дієвого методу вилучення кореня»), яка в Європі з 1655 відома як трикутник Паскаля, хоча раніше була опублікована німецьким математиком Петером Апіаном у 1527 році і арабським ал-Каші у 1427 році, а нині в Китаї називається трикутником Ян Хуея або Цзя Сяня.
Цзя Сян отримував черговий коефіцієнт в трикутнику підсумовуванням двох попередніх і, використовуючи цю фігуру, першим запропонував адитивно-мультиплікативний метод вилучення кореня (Цзенчен кайфан фа). Він узагальнив метод вилучення квадратних і кубічних коренів до n-го ступеня, при n> 3, а потім переніс його на знаходження коренів многочлена довільного ступеня. Метод Цзя Сяня близький до сучасного методу Руффіні-Горнера, незалежно один від одного розробленим італійцем Паоло Руффіні і англійцем Вільямом Горнером.